# Kirkland & Ellis
Kirkland & Ellis LLP er et amerikansk multinationalt advokatbureau med hovedkvarter i Chicago, Illinois. Det blev etableret i 1909 af advokaterne Stuart G. Shepard og Robert R. McCormick. De omsætter for ca. 4 mia. US $ og der er 5.721 ansatte (2021).